# Edward Sapir
Edward Sapir (født 26. januar 1884, død 4. februar 1939) var en amerikansk lingvist og antropolog af den amerikanske deskriptive skole.
Han beskrev amerikanske indianersprog og -kulturer, og hans forskning førte til et gennembrud i forståelsen af sprogenes mangfoldighed. Sapir-Whorf-hypotesen, en tese om relativitet som følge af forskelle i modermålene opstod ud af hans arbejde sammen med Benjamin Lee Whorf.

## Bøger
- Sapir, Edward (1907). Herder's "Ursprung der Sprache". Chicago: University of Chicago Press. ASIN: B0006CWB2W.
- Sapir, Edward (1908). "On the etymology of Sanskrit asru, Avestan asru, Greek dakru". In Modi, Jivanji Jamshedji. Spiegel memorial volume. Papers on Iranian subjects written by various scholars in honour of the late Dr. Frederic Spiegel. Bombay: British India Press. pp. 156–159
- Sapir, Edward; Curtin, Jeremiah (1909). Wishram texts, together with Wasco tales and myths. E.J. Brill. ISBN 0-404-58152-8. ASIN: B000855RIW.
- Sapir, Edward (1910). Yana Texts. Berkeley University Press. ISBN 1-177-11286-8.
- Sapir, Edward (1915). A sketch of the social organization of the Nass River Indians. Ottawa: Government Printing Office.
- Sapir, Edward (1915). Noun reduplication in Comox, a Salish language of Vancouver island. Ottawa: Government Printing Office.
- Sapir, Edward (1916). Time Perspective in Aboriginal American Culture, A Study in Method. Ottawa: Government Printing Bureau.
- Sapir, Edward (1917). Dreams and Gibes. Boston: The Gorham Press. ISBN 0-548-56941-X.
- Sapir, Edward (1921). Language: An introduction to the study of speech. New York: Harcourt, Brace and company. ISBN 0-246-11074-0. ASIN: B000NGWX8I.
- Sapir, Edward; Swadesh, Morris (1939). Nootka Texts: Tales and ethnological narratives, with grammatical notes and lexical materials. Philadelphia: Linguistic Society of America. ISBN 0-404-11893-3. ASIN: B000EB54JC.
- Sapir, Edward (1949). Mandelbaum, David, ed. Selected writings in language, culture and personality. Berkeley: University of California Press. ISBN 0-520-01115-5. ASIN: B000PX25CS
- Sapir, Edward; Irvine, Judith (2002). The psychology of culture: A course of lectures. Berlin: Walter de Gruyter. ISBN 978-3-11-017282-9.

## Artikler
- Sapir, Edward (1907). "Preliminary report on the language and mythology of the Upper Chinook". American Anthropologist (9): 533–544.
- Sapir, Edward (1910). "Some fundamental characteristics of the Ute language". Science (31): 350–352. doi:10.1126/science.31.792.350.
- Sapir, Edward (1911). "Some aspects of Nootka language and culture". American Anthropologist (13): 15–28.
- Sapir, Edward (1911). "The problem of noun incorporation in American languages". American Anthropologist (13): 250–282.
- Sapir, Edward (1915). "The Na-dene languages: a preliminary report". American Anthropologist (17): 765–773.
- Sapir, Edward (1917). "Do we need a superorganic?". American Anthropologist (19): 441–447.
- Sapir, Edward (1924). "The grammarian and his language". The American Mercury (1): 149–155.
- Sapir, Edward (1924). "Culture, Genuine and Spurious". The American Journal of Sociology 29 (4): 401–429. doi:10.1086/213616.
- Sapir, Edward (1925). "Memorandum on the problem of an international auxiliary language". The Romanic Review (16): 244–256.
- Sapir, Edward (1925). "Sound patterns in language". Language (1): 37–51.
- Sapir, Edward (1931). "The function of an international auxiliary language". Psyche (11): 4–15. Archived from the original on 2009-10-28.
- Sapir, Edward (1936). "Internal linguistic evidence suggestive of the Northern origin of the Navaho". American Anthropologist (38): 224–235.
- Sapir, Edward (1944). "Grading: a study in semantics". Philosophy of Science (11): 93–116.
- Sapir, Edward (1947). "The relation of American Indian linguistics to general linguistics". Southwestern Journal of Anthropology (1): 1–4.